# Pavilhão Municipal de Barcelos
O Pavilhão Municipal de Barcelos é um pavilhão gimnodesportivo localizado, em Barcelos. Com capacidade para 2 400 pessoas sentadas, é a atual casa do Óquei Clube de Barcelos. É considerado por muitos amantes do Hóquei em Patins como "A Catedral do Hóquei em Patins".https://barcelosnahora.pt/taca-continental-de-hoquei-em-patins-disputa-se-em-barcelos</ref>

## Eventos Desportivos
Desde a sua inauguração o Pavilhão Municipal de Barcelos recebeu vários eventos desportivos, entre os quais se destacam:
1982 - Campeonato do Mundo de Hóquei em Patins Masculino
2011 - Campeonato do Mundo de Hóquei em Patins Sub-20
2016 - Final Four da Taça CERS
2018 - Taça Continental de Hóquei em Patins
2018 - Torneio de futsal de verão "BarcelCup"